# Angelica adzharica
Angelica adzharica är en flockblommig växtart som beskrevs av Pimenov. Angelica adzharica ingår i släktet kvannar, och familjen flockblommiga växter. Inga underarter finns listade i Catalogue of Life.